# マハーチュラロンコーンラージャヴィドゥャ大学
マハーチュラロンコーンラージャウィッティヤーライ大学（ロイヤルカレッジ）（英語: Mahachulalongkornrajavidyalaya University、公用語表記: มหาวิทยาลัยมหาจุฬาลงกรณราชวิทยาลัย）は、アユタヤに本部を置くタイ王国の国立大学。1887年創立、1996年大学設置。大学の略称はMCU。
マハーチュラロンコーンラージャウィタヤーライ大学（タイ語: มหาจุฬาลงกรณราชวิทยาลัย、英: Mahachulalongkornrajavidyalaya University）は、タイの大学。略称はMCU。同国に二校しかない公立仏教大学の一つである。首都バンコクのワット・マハータット・ユワラジャランサリット(Wat Mahathat Yuwarajarangsarit Rajaworamahavihara)に所在する。

## 歴史
この大学は、1887年にチュラロンコーン大王（ラーマ5世）によって、仏教僧、貴族、一般人に仏教学を中心とした高度な教育を施す研究所として設立され、1889年から授業を始めている。1896年に現在の名称となった。
1997年の法律施行により、この大学とマハーマクット仏教大学が公立大学となった。

## 学部
大学には仏教学部、教育学部、人間学部、社会科学部、国際交流学部と大学院がある。学部には、26の大学生課程、10の修士課程、2つの博士課程と他の幾つかの学問研究の過程があるが、仏教学と哲学が中心になっている。国際的な大学を目指し、この過程では英語が使用されている。この大学には、仏教学におけるPhDコースがあるが、ここでも英語が使用されている。
現在ではバンコクの北にあるアユタヤのワンノイ（Wangnoi）に建てられた大きな新築のキャンパスが活動の中心となっている。

## キャンパス
バンコクのキャンパス以外にも、以下の県にキャンパスがある。
- ノーンカーイ県
- ナコーンシータンマラート県
- チェンマイ県
- コンケン県
- ナコーンラーチャシーマー県
- ウボンラーチャターニー県
- プレー県
- スリン県
- パヤオ県
- ナコーンパトム県
- ルーイ県
- ナコーンパノム県
- ナコーンサワン県
- ラムプーン県
- ピッサヌローク県

また、ソンクラー県ハット・ヤイ（Hat Yai）にあるマハパンニャ・ヴィダヤァイ大学（Mahapanya Vidayalai）は、系列大学になっている。